# Rynkowszczyzna
Rynkowszczyzna (lit. Rinkai) − wieś na Litwie, w rejonie wileńskim, 5 km na zachód od Bujwidzów, zamieszkana przez 3 ludzi. Przed II wojną światową w Polsce, w powiecie wileńsko-trockim województwa wileńskiego.